# Monestiés
Monestiés (en occitano Monestièr) es una comuna francesa del departamento del Tarn en la región de Mediodía-Pirineos. Está clasificada en la categoría de les plus beaux villages de France.
Surcado por las aguas del río Cérou, este coqueto pueblo presume de ser centro de reunión de importantes artistas de la talla de Thomas Fersen, Louis Chédid, Vincent Delerm, entre otros. Refugios de arte, dignos de admirar son la bonita iglesia de San Pedro, el Museo de Bajen-Vega o la capilla de Santiago.

## Demografía
| 1322 | 1234 | 1222 | 1304 | 1361 | 1362 |
| Para los censos de 1962 a 1999 la población legal corresponde a la población sin duplicidades (Fuente: INSEE [Consultar]) |      |      |      |      |      |